# Cuatro Gatos (Memorias 1939 - 1942)
Cuatro gatos (Memorias 1939 - 1942) es el título de las memorias de Vicente Marco Miranda. Publicadas en 2007 por La Institució Alfons el Magnànim (ISBN 978-84-7822-509-5).

## Argumento
El 1 de abril de 1942, tres años después de la entrada de los nacionales en Valencia, daba Vicente Marco Miranda por terminado en su escondite de Burriana Cuatro gatos, un libro que nació con el propósito de describir los avatares de la compañía de otros tantos gatos en los diferentes escondites a los que tuvo que recurrir para eludir caer en manos de los vencedores, pero que inevitablemente derivó en alegato lúcido contra los nuevos vientos políticos que corrían por España, pero también en una crítica ironía, amarga y meditada, de algunas de las causas que trajeron la ruina a la Segunda República Española, y como testimonio de la represión que el franquismo desató en la posguerra.